# Jindřich Hořejší
Jindřich Hořejší (né le 25 avril 1886 à Prague – mort le 30 mai 1941 dans la même ville) est un poète et traducteur tchécoslovaque. Il faisait partie du groupe Devětsil.